# Fläckstrupig trädklättrare
Fläckstrupig trädklättrare (Certhiasomus stictolaemus) är en fågel i familjen ugnfåglar inom ordningen tättingar.

## Utseende och läte
Fläckstrupig trädklättrare är en liten trädklättrare, dock något större än gråhuvad trädklättrare. Den har relativt kort och rak näbb. Fjäderdräkten är brun utan några tydliga teckningar, med endast svaga ljusare streck på huvudet och fläckar på strupen. Lätet består av en snabb och jämn drill som varar mellan en och två sekunder.

## Utbredning och systematik
Fläckstrupig trädklättrare delas in i tre underarter med följande utbredning:
- C. s. secundus – västra Amazonområdet (södra Colombia till nordöstra Peru och nordvästra Brasilien)
- C. s. clarior – nordöstra Amazonområdet norr om Amazonfloden i Brasilien, Venezuela och Franska Guyana
- C. s. stictolaemus – södra Amazonområdet i Brasilien, söder om Amazonfloden

## Levnadssätt
Fläckstrupig trädklättrare är en vida spridd men ofta sällsynt fågel som sällan påträffas. Den upptäcks bäst genom lätet som vanligen hörs i gryningen.

## Status och hot
Arten har ett stort utbredningsområde, men tros minska i antal, dock inte tillräckligt kraftigt för att den ska betraktas som hotad. Internationella naturvårdsunionen IUCN listar arten som livskraftig (LC).